# Øresundski most
Øresundski most (dansko Øresundsbroen, švedsko Öresundsbron, skupno uradno ime Øresundsbron) je kombinacija viadukta in predora ter železniške in cestne povezave, ki prečka preliv Øresund med Dansko in Švedsko, v skupni dolžini 16,4 km. Predstavlja povezavo med mestnimi območji Københavna na Danskem in Malmöja na Švedskem oz. gledano širše, povezavo med železniškim in cestnim omrežjem v Skandinaviji ter Srednji Evropi.
Polovico dolžine povezave predstavlja 7845 m dolg viadukt, ki se razteza med obalo Švedske in umetnim otokom Peberholm v sredini preliva. Ta je bil zgrajen z materialom, ki so ga odstranili z morskega dna pri gradnji predora, in meri približno 4 km v dolžino. Preostanek preliva premošča 4050 m dolg podmorski predor Drogden med Peberholmom in Kastrupom, predmestjem Københavna na danskem otoku Amager. Viadukt ima štiripasovno avtocesto na zgornji ploščadi in dvotirno železnico nivo nižje, v predoru pa potekata cesta in železnica vzporedno.

## Gradnja
Danska in švedska vlada sta sklenili dogovor o gradnji leta 1991 ter ustanovili konzorcij za gradnjo in upravljanje, v katerem imata vsaka polovični delež. Projekt ni bil financiran iz proračunov obeh držav, temveč je konzorcij najel dolgoročna posojila z državnimi garancijami, ki jih odplačuje s prihodki od uporabe. Iz proračunov so bile financirane samo povezave s preostankom prometnih omrežij v obeh državah.
Gradnja se je pričela leta 1995, ko sta državi potrdili načrte in je konzorcij podpisal pogodbe z izvajalci. Del povezave, ki je bližje Danski, je bil zgrajen pod morjem, da most ne bi oviral letalskega prometa na bližnjem letališču Kastrup in da bi del plovne poti skozi preliv ostal prost. Zaradi okoljevarstvenih skrbi za prehod med mostom in predorom niso uporabili bližnjega otoka Saltholm. Marca 1999 je skozi predor zapeljalo prvo vozilo, celotno povezavo pa sta slovesno otvorila danska kraljica Margareta II. in švedski kralj Karl XVI. Gustav 1. julija 2000.
Povezava, v celoti vredna približno 30 milijard danskih kron (vključno z novozgrajenimi cestami in železnicami od obstoječih omrežij do samega mostu), je bila kljub strogim okoljevarstvenim zahtevam končana v roku in ne da bi projekt presegel proračun.